# جوزير (بيش كوه زلاغي)
جوزیر (بالفارسية: جوزیر) هي قرية تقع في إيران في قسم بیش کوه زلاغي الریفي. يقدر عدد سكانها بـ 335 نسمة بحسب إحصاء 2016.